# Kodex Tchacos

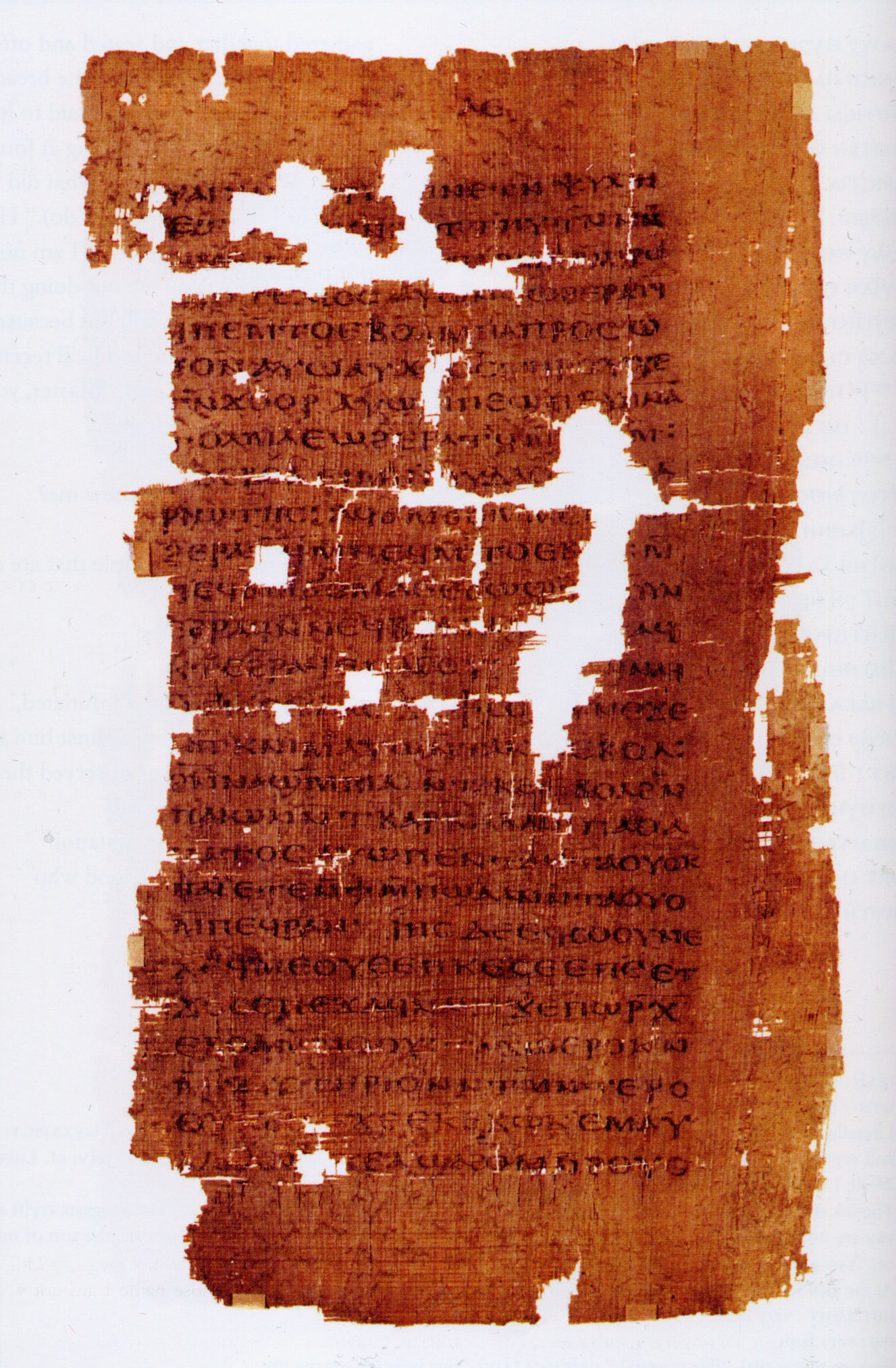
Strana 35 z Kodexu Tchacos

Kodex Tchacos je křesťanský rukopisný kodex objevený koncem sedmdesátých let 20. století ve středním Egyptě. Obsahuje celkem čtyři texty psané v koptštině: Petrův list Filipovi, Jakub, Evangelium podle Jidáše a Kniha Allogenéta. Dva z nich, Petrův list Filipovi (pod stejným názvem) a Jakub (pod názvem První Jakubova apokalypsa) jsou známy také z naghammádského souboru.

## Jazyková charakteristika
Všechny texty byly napsány středoegyptskou odnoží tzv. saidštiny, tedy jižním nářečím koptského jazyka.

## Popis kodexu
Rukopisný, do kůže vázaný kodex tvoří třiatřicet listů papyru, tedy 66 stran. Strany jsou číslovány vždy nahoře uprostřed. Některé strany kodexu jsou nenávratně ztraceny, protože se rozpadly nebo byly prodány. Na jiných listech se nachází černá místa, která činí text nečitelným.

## Dějiny a rekonstrukce kodexu
Až do roku 2001 byl kodex v soukromých rukou a byl skladován v naprosto nevyhovujících podmínkách. Nevratně poškozený kodex odkoupila Nadace Maecenas Stiftung für antike Kunst, která podnikla nezbytné kroky k jeho záchraně.
Od roku 2001 konzervátorka Florence Darbere ve spolupráci s profesory Kasserem a Wurstem pracovala na konzervování a sestavování listů kodexu. Veškeré práce trvaly přibližně pět let. Práci odborníkům ztěžoval fakt, že některé listy byly zpřeházené a často se stávalo, že jeden list byl tvořen více stranami. Zpřeházení stran bylo způsobeno horizontálním rozlomením celého kodexu. Z důvodu stáří a poškození kodexu měli editoři a překladatelé k dispozici výhradně fotografie.